# Huisgekko
De huisgekko of Afrikaanse huisgekko (Hemidactylus mabouia) is een hagedis die behoort tot de gekko's en de familie Gekkonidae.

## Naam en indeling
De wetenschappelijke naam van de soort werd voor het eerst voorgesteld door Alexandre Moreau de Jonnès in 1818. Oorspronkelijk werd de naam Gekko mabouia gebruikt.

## Uiterlijke kenmerken
Deze soort wordt ongeveer 12 centimeter lang inclusief staart. Het lichaam is slank en lenig en heeft een voor een gekko relatief lange staart, die ongeveer net zo lang als het lichaam is. De kleur is erg variabel, maar meestal grijs met bruine vlekken op de rug en een witgele buik, de staart is gebandeerd. De kop is relatief groter dan bij andere soorten halfvingergekko's.

## Levenswijze
De huisgekko kan overal waar schuilplaatsen en voedsel is leven en is niet gebonden aan een habitat. De gekko wordt voornamelijk op muren, schuttingen, in huizen en onder omgevallen bomen gevonden. De gekko klimt veel en rust meestal met de kop naar beneden. De gekko heeft zich waarschijnlijk verplaatst door mee te liften op schepen. Op het menu staan voornamelijk insecten, maar omdat grotere prooien niet geschuwd worden, grijpt de gekko ook kleinere hagedissen. Hierdoor verdringt de gekko in de streken waar hij eigenlijk niet thuishoort inheemse reptielensoorten door ze op te eten of weg te concurreren.
De huisgekko is watervlug en erg schuw. Bij de minste verstoring schiet hij snel in een spleet en deze soort kan het lichaam een beetje opblazen met lucht zodat het dier muurvast komt te zitten. Het is een nachtactieve soort en wordt overdag zelden aangetroffen, meestal verstopt het dier zich in bomen. De vrouwtjes zoeken elkaar op voor de eierafzet, de grote nesten bestaande uit meerdere legsels worden soms onder stenen of houtblokken gevonden. Als de gekko wordt vastgepakt, worden gillende geluidjes geproduceerd die dienen ter afschrikking.

## Verspreiding en habitat
De soort komt heeft een enorm verspreidingsgebied en komt voor in verschillende continenten. In Afrika en leeft de gekko in de landen Mali, Senegal, Centraal-Afrikaanse Republiek, Congo-Kinshasa, Ghana, Benin, Togo, Nigeria, Guinea, Zuid-Afrika, Zimbabwe, Tanzania, Kenia, Zambia, Gabon, Ethiopië, Eritrea, Kameroen, Swaziland, Mozambique, Sao Tomé, Principe, Tsjaad, Namibië, Angola, Soedan, en de Seychellen. In Noord-, Midden- en Zuid-Amerika is de soort aangetroffen in de landen Mexico, Honduras, Costa Rica, Panama, Antillen, Trinidad, Tobago, Puerto Rico, Mona, Vieques, Culebra, Maagdeneilanden, Grand Cayman, Martinique, Cuba, Turks- en Caicoseilanden, Jamaica, Bermuda, Colombia, Ecuador, Peru, Bolivia, Brazilië, Frans-Guyana, Guyana en Suriname. De huisgekko is geïntroduceerd in de landen Venezuela, Paraguay, Argentinië, Uruguay, Verenigde Staten (Florida) en Madeira.
De habitat bestaat uit droge en vochtige savannen en droge en vochtige tropische en subtropische scrublands. Ook in door de mens aangepaste streken zoals landelijke tuinen en stedelijke gebieden kan de hagedis worden gevonden. De soort is aangetroffen van zeeniveau tot op een hoogte van ongeveer 2500 meter boven zeeniveau.

## Beschermingsstatus
Door de internationale natuurbeschermingsorganisatie IUCN is de beschermingsstatus 'veilig' toegewezen (Least Concern of LC).